# ناحیه فلین، میشیگان
ناحیه فلین (به انگلیسی: Flynn Township) یک منطقهٔ مسکونی در ایالات متحده آمریکا است که در شهرستان سانیلاک واقع شده‌است.
 ناحیه فلین ۹۲٫۶ کیلومتر مربع مساحت و ۱٬۰۴۰ نفر جمعیت دارد و ۲۳۸ متر بالاتر از سطح دریا واقع شده‌است.